# QGIS
QGIS (произносится [kju-ʤi-aɪ-ɛs] или [kju-ʤiz]; по-русски обычно называется кьюгис или кугиспроизношениео файле), первоначально известная как Quantum GIS — свободная кроссплатформенная геоинформационная система, состоящая из настольной и серверной части:
- QGIS Desktop — настольная ГИС для создания, редактирования, визуализации, анализа и публикации геопространственной информации. Под «QGIS» часто имеют в виду именно QGIS Desktop.
- QGIS Server и QGIS Web Client — серверные приложения для публикации в сети проектов, созданных в QGIS Desktop, через сервисы, совместимые с OGC-стандартами (например, WMS и WFS).

QGIS работает в Windows и в большинстве платформ Unix (включая Mac OS), поддерживает множество векторных и растровых форматов и баз данных, а также имеет богатый набор встроенных инструментов.

## История
Работа над Quantum GIS была начата американским геологом Гари Шерманом (Gary Sherman) в феврале 2002 года. Это был его персональный проект, вызванный желанием в нерабочее время просматривать данные PostGIS на домашнем Linux-компьютере, в то время как на работе он использовал Windows. Для обеспечения кроссплатформенности Гари стал разрабатывать интерфейс Quantum GIS с помощью инструментария Qt.
В июне 2002 года создан проект на площадке совместной разработки SourceForge, однако Гарри работал в одиночку вплоть до октября. Через год после старта команда выросла до трех человек. Через четыре года разработчиков было уже двадцать, не считая активных пользователей, помогающих с документацией, графикой и т. п.
В 2007 году Quantum GIS становится официальным проектом Фонда по открытому геопространственному программному обеспечению (OSGeo), миссия которого состоит в том, чтобы содействовать совместной разработке программного обеспечения с открытым исходным кодом для геоматики. Это означало получение командой Quantum GIS организационной поддержки и новых перспектив для развития.
Начиная с версии 2.0, вышедшей летом 2013 года, команда проекта отказалась от использования названия «Quantum GIS» в пользу «QGIS».
На сегодняшний день QGIS — это зрелый программный продукт, сравнимый с коммерческими аналогами и поддерживаемый международным сообществом разработчиков и пользователей.

## Возможности

### Просмотр данных
Можно просматривать и накладывать друг на друга векторные и растровые данные в различных форматах и проекциях без преобразования во внутренний или общий формат. Поддерживаются следующие основные форматы:
- пространственные таблицы PostgreSQL с использованием PostGIS, векторные форматы, поддерживаемые установленной библиотекой OGR, включая GeoJSON, shape-файлы ESRI, MapInfo, SDTS (Spatial Data Transfer Standard) и GML (Geography Markup Language) и др.;
- Форматы растров и графики, поддерживаемые библиотекой GDAL (Geospatial Data Abstraction Library), такие, как GeoTIFF, Erdas IMG, ArcInfo ASCII Grid, JPEG, PNG и др.;
- Форматы World-файла вместе с поддерживаемыми типами растровых изображений;
- базы данных SpatiaLite (см. Раздел 3.3);
- растровый и векторный форматы GRASS (область/набор данных).

### Исследование данных и компоновка карт

Карта Пиренейских гор созданная в QGIS

С помощью удобного графического интерфейса можно создавать карты и исследовать пространственные данные. Графический интерфейс включает в себя множество полезных инструментов, например:
- перепроецирование «на лету»;
- компоновщик карт;
- панель обзора;
- пространственные закладки;
- определение/выборка объектов;
- редактирование/просмотр/поиск атрибутов;
- подписывание объектов;
- изменение символики векторных и растровых слоёв;
- добавление слоя координатной сетки — теперь средствами расширения fTools;
- добавление к макету карты стрелки на север, линейки масштаба и знака авторского права;
- сохранение и загрузка проектов.

### Управление данными: создание, редактирование и экспорт
В QGIS можно создавать и редактировать векторные данные, а также экспортировать их в разные форматы. Чтобы иметь возможность редактировать и экспортировать в другие форматы растровые данные, необходимо сначала импортировать их в GRASS. QGIS предоставляет, в частности, следующие возможности работы с данными:
- инструменты оцифровки для форматов, поддерживаемых библиотекой OGR, и векторных слоёв GRASS;
- создание и редактирование shape-файлов и векторных слоёв GRASS;
- геокодирование изображений с помощью модуля пространственной привязки;
- инструменты GPS для импорта и экспорта данных в формате GPX, преобразования прочих форматов GPS в формат GPX или скачивание/загрузка непосредственно в прибор GPS (в Linux usb: был добавлен в список устройств GPS);
- визуализация и редактирование данных OpenStreetMap;
- создание слоёв PostGIS из shape-файлов с помощью плагина SPIT;
- обработка слоёв PostGIS;
- управление атрибутами векторных данных с помощью новой таблицы атрибутов (см. Раздел 3.5.6) или модуля Table Manager;
- сохранение снимков экрана как изображений с пространственной привязкой.

### Анализ данных
Вы можете анализировать векторные пространственные данные в PostgreSQL/PostGIS и других форматах, поддерживаемых OGR, используя модуль Processing, написанный на языке программирования Python. В настоящее время QGIS предоставляет возможность использовать инструменты анализа, выборки, геопроцессинга, управления геометрией и базами данных. Также можно использовать интегрированные инструменты GRASS, которые включают в себя функциональность более чем 300 модулей GRASS.

### Публикация карт в сети Интернет
Посредством модуля QTiles можно генерировать тайлы для раздачи карт по протоколу TMS. QGIS может использоваться для экспорта данных в map-файл и публикации его в сети Интернет, используя установленный веб-сервер Mapserver. QGIS может использоваться как клиент WMS/WFS и как сервер WMS.

### Расширение функциональности QGIS с помощью модулей расширения
QGIS может быть адаптирован к особым потребностям с помощью расширяемой архитектуры модулей. QGIS предоставляет библиотеки, которые могут использоваться для создания модулей. Можно создавать отдельные приложения, используя языки программирования C++ или Python.

## План разработки
Релизы и разработка QGIS следуют расписанию:
- Четные номера версий (2.18, 3.2 и т. д.) являются релиз-версиями.
- Нечетные номера версий (2.99, 3.1 и т. д.) являются версиями для разработчиков.

Новый релиз происходит каждые четыре месяца, а каждый третий выпуск (начиная с версии 2.8) представляет собой выпуск с долгосрочной поддержкой (LTR), который поддерживается до следующего долгосрочного выпуска.
| Выпуск | Последняя версия | Долгосрочный репозиторий | Заморозка | Дата       |
| LTR/PR | 3.4.0            | 2.18.25                  |           | 2018-10-26 |
| EPR    | 3.4.1            |                          |           | 2018-11-02 |
| PR     | 3.4.2            | 2.18.26                  |           | 2018-11-23 |
| PR     | 3.4.3            | 2.18.27                  |           | 2018-12-21 |
| PR/FF  | 3.4.4            | 2.18.28                  | 3.5       | 2019-01-18 |
| LR/PR  | 3.6.0            | 3.4.5                    |           | 2019-02-22 |
| PR     | 3.6.1            | 3.4.6                    |           | 2019-03-22 |
| PR     | 3.6.2            | 3.4.7                    |           | 2019-04-19 |
| PR/FF  | 3.6.3            | 3.4.8                    | 3.7       | 2019-05-17 |
| LR/PR  | 3.8.0            | 3.4.9                    |           | 2019-06-21 |
| PR     | 3.8.1            | 3.4.10                   |           | 2019-07-19 |
| PR     | 3.8.2            | 3.4.11                   |           | 2019-08-16 |
| PR/FF  | 3.8.3            | 3.4.12                   | 3.9       | 2019-09-13 |
| LTR/PR | 3.10.0           | 3.4.13                   |           | 2019-10-25 |
| PR     | 3.10.1           | 3.4.14                   |           | 2019-11-22 |
| PR     | 3.10.2           | 3.4.15                   |           | 2019-12-20 |
| PR/FF  | 3.10.3           | 3.4.16                   | 3.11      | 2020-01-17 |
| LR/PR  | 3.12.0           | 3.10.4                   |           | 2020-02-21 |
| PR     | 3.12.1           | 3.10.5                   |           | 2020-03-20 |
| PR     | 3.12.2           | 3.10.6                   |           | 2020-04-17 |
| PR/FF  | 3.12.3           | 3.10.7                   | 3.13      | 2020-05-15 |
| LR/PR  | 3.14.0           | 3.10.8                   |           | 2020-06-19 |
| PR     | 3.14.1           | 3.10.9                   |           | 2020-07-17 |
| PR     | 3.14.2           | 3.10.10                  |           | 2020-08-14 |
| PR/FF  | 3.14.3           | 3.10.11                  | 3.15      | 2020-09-11 |
| LTR/PR | 3.16.0           | 3.10.12                  |           | 2020-10-23 |
| PR     | 3.16.1           | 3.10.13                  |           | 2020-11-20 |
| PR     | 3.16.2           | 3.10.14                  |           | 2020-12-18 |
| PR/FF  | 3.16.3           | 3.10.15                  | 3.17      | 2021-01-15 |
| LR/PR  | 3.18.0           | 3.16.4                   |           | 2021-02-19 |

Легенда:
- LTR (Long Time Support Release) — долгосрочный релиз, начало нового этапа разработки
- LR (Regular Release) — регулярный релиз, начало нового этапа разработки
- FF (Feature Freeze) — заморозка функционала, конец фазы разработки
- SF (Soft Freeze) — мягкая заморозка функционал с двухмесячным голосованием
- PR (Point Release) — релиз с мелкими изменениями последней версии и ветка LTR
- EPR (Extra Point Release) — дополнительный релиз с мелкими изменениями

## Применение QGIS

### Лицензия
QGIS распространяется под Универсальной общественной лицензией GNU версии 2 либо выше, что предоставляет пользователям право копировать, модифицировать и распространять QGIS, а также гарантирует, что вышеперечисленные права получат и пользователи производных от QGIS программ.

### Сообщество QGIS
QGIS — это всемирное сообщество, состоящее из преданных волонтеров: отдельных людей и организаций. Существуют группы пользователей — это региональные объединения, которые проводят встречи пользователей, предоставляют платформу для общих интересов и координируют разработку с учётом региональных или национальных стандартов и требований. Они же организуют встречи с разработчиками, обмен новостями и опытом. Количество таких групп постоянно растёт и их можно найти на всех континентах, что означает, что как сообщество, так и профессиональная коммерческая поддержка доступны по всему миру.

### Книги

#### QGIS 3
- «QGIS Map Design 2nd ed. Edition» by Graser A., Peterson G.N. 2018
- «The PyQGIS Programmer’s Guide: Extending QGIS 3 with Python 3» by Sherman G. 2018

#### QGIS 2
- «QGIS and Generic Tools» by Baghdadi N., Mallet C., Zribi M. 2018
- «QGIS Python Programming Cookbook, Second Edition» by Lawhead J. 2017
- «QGIS: Becoming a GIS Power User» by Graser A., Mearns B., Mandel A., Olaya V.F., Bruy A. 2017
- «QGIS 2 Cookbook» by Graser A., Mearns B., Mandel A., Olaya V.F., Bruy A. 2017
- «The PyQGIS Programmer’s Guide» by Gary Sherman. 2016
- «Mastering QGIS, Second Edition» by Menke K., Smith R.J., Pirelli L., Hoesen J.V. 2016

### Популярность
По количеству запросов в Google с 2010 года происходит заметный рост интереса к QGIS, который на начало 2019 года остается примерно в два раза ниже, чем у проприетарного аналога — ArcGIS.

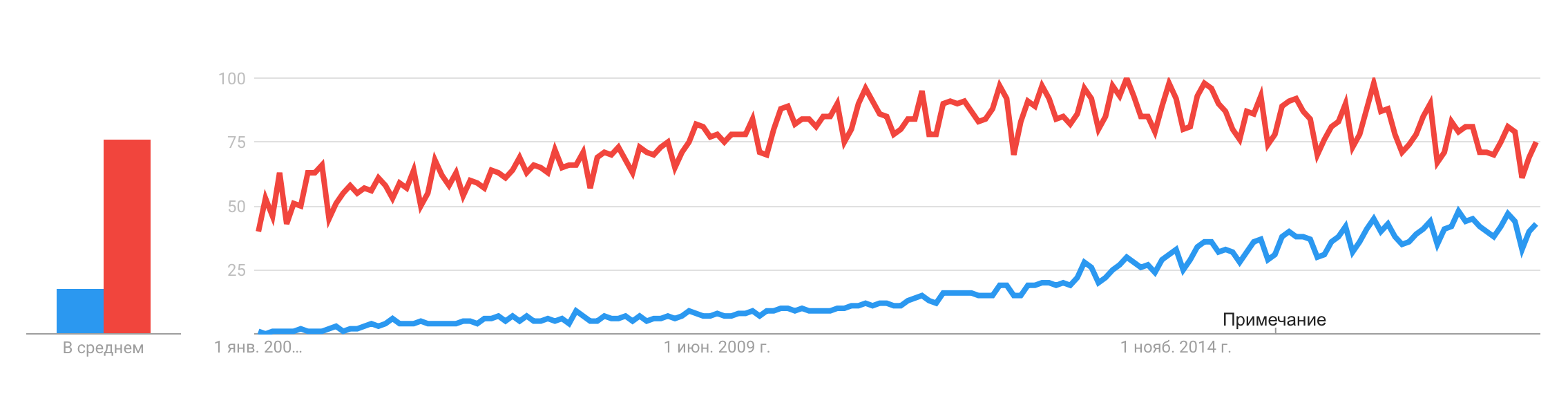
Динамика популярности QGIS и ArcGIS с 2004 по 2019 годы во всем мире, измеренная с помощью инструмента Google Trends.

### QGIS в России
Большой вклад в распространение QGIS в России внесло неформальное сообщество специалистов в области ГИС и ДЗЗ — GIS-Lab.info, поскольку этот сайт был единственным источником о QGIS и свободных ГИС на русском языке. Их самые ранние статьи по QGIS датируются 2008 годом.
QGIS Desktop (под названием «NextGIS QGIS») входит в Единый реестр российских программ для ЭВМ и БД, но является не оригинальной, а изменённой версией с расширенным функционалом, созданной российской компанией.